# 생방송 일요토론
《생방송 일요토론》은 2016년 9월 4일부터 2018년 6월 10일까지 방송되었던 시사교양 프로그램이다.

## 기획 의도
일요일 아침을 여는 시사교양 프로그램이다.

## 방송 시간
| 방송 채널 | 방송 기간                        | 방송 시간                        |
| --------- | -------------------------------- | -------------------------------- |
| KBS 1TV   | 2016년 9월 4일 ~ 2017년 5월 28일 | 매주 일요일 아침 9시 ~ 10시 5분  |
| KBS 1TV   | 2017년 6월 4일 ~ 2018년 6월 10일 | 매주 일요일 아침 9시 ~ 10시 10분 |

## 진행자
| 역대 | 진행자 | 진행 기간                         |
| ---- | ------ | --------------------------------- |
| 1대  | 박영환 | 2016년 9월 4일 ~ 2017년 8월 20일  |
| 2대  | 이윤희 | 2017년 9월 3일 ~ 2018년 5월 13일  |
| 3대  | 김기흥 | 2018년 5월 20일 ~ 2018년 6월 10일 |

## 시청률
| 회차 | 방송 일자        | 전국 시청률 |
| ---- | ---------------- | ----------- |
| 1회  | 2016년 9월 4일   | 미집계      |
| 2회  | 2016년 9월 11일  | 미집계      |
| 3회  | 2016년 9월 25일  | 2.8%        |
| 4회  | 2016년 10월 2일  | 4.0%        |
| 5회  | 2016년 10월 9일  | 3.9%        |
| 6회  | 2016년 10월 16일 | 3.9%        |
| 7회  | 2016년 10월 23일 | 2.8%        |
| 8회  | 2016년 10월 30일 | 7.0%        |
| 9회  | 2016년 11월 20일 | 3.2%        |
| 10회 | 2017년 1월 8일   | 5.0%        |
| 11회 | 2017년 1월 15일  | 4.4%        |
| 12회 | 2017년 1월 22일  | 3.2%        |
| 13회 | 2017년 2월 5일   | 4.5%        |
| 14회 | 2017년 2월 12일  | 2.8%        |
| 15회 | 2017년 2월 19일  | 4.0%        |
| 16회 | 2017년 2월 26일  | 4.8%        |
| 17회 | 2017년 3월 5일   | 6.0%        |
| 18회 | 2017년 3월 12일  | 6.3%        |
| 특선 | 2017년 3월 18일  | 5.6%        |
| 특선 | 2017년 3월 19일  | 5.5%        |
| 특선 | 2017년 3월 25일  | 4.1%        |
| 특선 | 2017년 3월 26일  | 4.0%        |
| 19회 | 2017년 4월 9일   | 3.6%        |
| 20회 | 2017년 4월 16일  | 2.9%        |
| 21회 | 2017년 4월 23일  | 3.3%        |
| 22회 | 2017년 4월 30일  | 3.6%        |
| 23회 | 2017년 5월 7일   | 3.8%        |
| 24회 | 2017년 5월 14일  | 3.8%        |
| 25회 | 2017년 5월 21일  | 3.4%        |
| 26회 | 2017년 5월 28일  | 2.9%        |
| 27회 | 2017년 6월 4일   | 2.9%        |
| 28회 | 2017년 6월 11일  | 3.1%        |
| 29회 | 2017년 6월 18일  | 2.5%        |
| 30회 | 2017년 6월 25일  | 3.0%        |
| 31회 | 2017년 7월 2일   | 2.9%        |
| 32회 | 2017년 7월 9일   | 3.4%        |
| 33회 | 2017년 7월 30일  | 2.8%        |
| 34회 | 2017년 8월 6일   | 2.8%        |
| 35회 | 2017년 8월 13일  | 3.5%        |
| 36회 | 2017년 8월 20일  | 3.8%        |
| 37회 | 2017년 9월 3일   | 3.3%        |
| 38회 | 2017년 9월 10일  | 3.3%        |
| 39회 | 2017년 9월 17일  | 3.4%        |
| 40회 | 2017년 9월 24일  | 2.9%        |
| 41회 | 2017년 10월 1일  | 2.3%        |
| 42회 | 2017년 10월 15일 | 3.0%        |
| 43회 | 2017년 10월 22일 | 2.8%        |
| 44회 | 2017년 10월 29일 | 2.3%        |
| 45회 | 2017년 11월 5일  | 2.3%        |
| 46회 | 2017년 11월 12일 | 2.6%        |
| 47회 | 2017년 11월 19일 | 2.2%        |
| 48회 | 2017년 11월 26일 | 1.5%        |
| 49회 | 2017년 12월 3일  | 3.1%        |
| 50회 | 2017년 12월 10일 | 2.7%        |
| 51회 | 2017년 12월 17일 | 3.1%        |
| 52회 | 2017년 12월 24일 | 2.8%        |
| 53회 | 2017년 12월 31일 | 2.6%        |
| 54회 | 2018년 1월 7일   | 2.2%        |
| 55회 | 2018년 1월 14일  | 3.0%        |
| 56회 | 2018년 1월 21일  | 4.7%        |
| 57회 | 2018년 1월 28일  | 3.3%        |
| 58회 | 2018년 2월 4일   | 3.0%        |
| 59회 | 2018년 2월 25일  | 3.0%        |
| 60회 | 2018년 3월 11일  | 3.4%        |
| 61회 | 2018년 3월 18일  | 3.4%        |
| 62회 | 2018년 3월 25일  | 3.4%        |
| 63회 | 2018년 4월 8일   | 1.7%        |
| 64회 | 2018년 4월 15일  | 3.1%        |
| 65회 | 2018년 4월 22일  | 3.1%        |
| 66회 | 2018년 4월 29일  | 미집계      |
| 67회 | 2018년 5월 13일  | 2.6%        |
| 68회 | 2018년 5월 20일  | 3.1%        |
| 69회 | 2018년 5월 27일  | 2.9%        |
| 70회 | 2018년 6월 3일   | 2.3%        |
| 71회 | 2018년 6월 10일  | 2.9%        |